# Кортленд (Вісконсин)
Кортленд (англ. Courtland) — місто (англ. town) в США, в окрузі Колумбія штату Вісконсин. Населення — 491 особа (2020).

## Демографія
Згідно з переписом 2010 року, у місті мешкало 525 осіб у 193 домогосподарствах у складі 155 родин. Було 205 помешкань
Расовий склад населення:
| - 97,1 % — білих - 1,0 % — азіатів - 0,2 % — корінних американців - 0,2 % — чорних або афроамериканців |

До двох чи більше рас належало 1,0 %. Частка іспаномовних становила 2,5 % від усіх жителів.
За віковим діапазоном населення розподілялося таким чином: 27,2 % — особи молодші 18 років, 55,8 % — особи у віці 18—64 років, 17,0 % — особи у віці 65 років та старші. Медіана віку мешканця становила 41,3 року. На 100 осіб жіночої статі у місті припадало 119,7 чоловіків;  на 100 жінок у віці від 18 років та старших — 111,0 чоловіків також старших 18 років.
Середній дохід на одне домашнє господарство  становив 78 895 доларів США (медіана — 73 125), а середній дохід на одну сім'ю — 86 809 доларів (медіана — 85 625). Медіана доходів становила 51 938 доларів для чоловіків та 36 875 доларів для жінок. За межею бідності перебувало 5,8 % осіб, у тому числі 6,5 % дітей у віці до 18 років та 4,2 % осіб у віці 65 років та старших.
Цивільне працевлаштоване населення становило 273 особи. Основні галузі зайнятості: виробництво — 20,5 %, освіта, охорона здоров'я та соціальна допомога — 19,4 %, будівництво — 10,3 %, транспорт — 8,4 %.